# Who Do We Think We Are
| 평가 점수       | 평가 점수 |
| 출처            | 점수      |
| --------------- | --------- |
| AllMusic        | [ 3 ]     |
| The Daily Vault | A-        |

《Who Do We Think We Are》는 1973년 1월 13일에 발매된 영국의 하드 록 밴드 딥 퍼플의 일곱 번째 스튜디오 음반이다. 이 음반은 가수 이언 길런과 베이시스트 로저 글로버와 1984년 《Perfect Strangers》까지 함께한 딥 퍼플의 마지막 음반이었다.
음악적으로, 이 음반은 더 많은 블루스 기반의 사운드로의 움직임을 보여주었고, 심지어 스캣을 특징으로 했다. 비록 이 음반의 프로듀싱과 발매 후 밴드의 행동은 프론트맨 길런이 "우리 모두 큰 병을 앓았다"고 말하고 상당한 피로를 느끼면서 그룹이 혼란에 빠진 것을 보여주었지만, 이 음반은 상업적으로 성공을 거두었다. 딥 퍼플은 1973년에 미국에서 가장 많이 팔린 아티스트가 되었다. 이 음반은 또한 에너지 넘치는 하드 록 싱글 〈Woman from Tokyo〉를 포함했는데, 이 싱글은 수년간 밴드에 의해 여러 투어에서 공연되었다.

## 녹음
1972년 7월, 로마와 프랑크푸르트 인근의 발도르프에서 롤링 스톤스 이동식 스튜디오를 사용하여 녹음되었다.
7월에 녹음된 첫 번째 트랙인 〈Woman from Tokyo〉는 처음으로 일본을 순회하는 것이다(예: 〈Fly in the Rising Sun〉 가사). 로마 세션에서 발표된 유일한 다른 트랙은 아웃테이크 〈Painted Horse〉이다. 나머지는 프랑크푸르트에서 더 많은 순회 공연을 한 후 녹음되었다(《Made in Japan》이 나온 일본 포함). 내분으로 격앙된 그 그룹은 그들이 합의한 트랙을 마련하기 위해 고군분투했다. 멤버들은 서로 말을 하지 않았고 많은 곡들이 따로 녹음할 수 있도록 스케줄이 짜여진 후에야 끝났다.

## 발매
이 음반의 혼란스러운 탄생에도 불구하고, 〈Woman from Tokyo〉는 히트 싱글이었고 다른 곡들은 상당한 방송을 탔다. 팬들은 기록적인 숫자의 음반을 샀다. 예를 들어, 미국에서는 첫 3개월 동안 50만 장이 팔려 당시까지 발매된 어떤 딥 퍼플 음반보다 더 빨리 골드 레코드 상을 받았다.
영국 차트에서는 4위, 미국 차트에서는 15위를 기록했다. 이 숫자들은 1973년 딥 퍼플을 미국에서 가장 많이 팔린 아티스트로 만드는데 도움이 되었다(《Made in Japan》의 출시와 《Machine Head》에 대한 이전 호평으로 인해 많은 도움이 되었다).
2000년 〈Who Do We Think We Are〉는 리마스터링되었고 보너스 트랙과 함께 다시 발매되었다. 마지막 보너스 트랙은 〈First Day Jam〉이라고 불리는 긴 악기 잼으로, 베이스에 리치 블랙모어가 참여한다. 이 그룹의 평소 베이시스트였던 로저 글로버는 교통 체증으로 인해 결석했다.
2005년 오디오 피델리티는 24캐럿 골드 CD로 음반의 리마스터링을 발매했다.

## 곡 목록
모든 곡들은 리치 블랙모어, 이언 길런, 로저 글로버, 존 로드 그리고 이언 페이스에 의해 작사/작곡하였다.
| #  | 제목                 | 재생 시간 |
| -- | -------------------- | --------- |
| 1. | 〈Woman from Tokyo〉 | 5:48      |
| 2. | 〈Mary Long〉        | 4:23      |
| 3. | 〈Super Trouper〉    | 2:54      |
| 4. | 〈Smooth Dancer〉    | 4:08      |

| #  | 제목              | 재생 시간 |
| -- | ----------------- | --------- |
| 1. | 〈Rat Bat Blue〉  | 5:23      |
| 2. | 〈Place in Line〉 | 6:29      |
| 3. | 〈Our Lady〉      | 5:12      |

## 참여 인원
- 리치 블랙모어 - 기타
- 이언 길런 - 보컬, 하모니카
- 로저 글로버 - 베이스
- 존 로드 - 키보드
- 이언 페이스 - 드럼, 퍼커션

## 인증
| 국가                                                  | 인증 | 판매량/출하량 |
| ----------------------------------------------------- | ---- | ------------- |
| 프랑스 (SNEP)                                         | 골드 | 100,000*      |
| 스웨덴                                                | —    | 25,000        |
| 미국 (RIAA)                                           | 골드 | 500,000^      |
| *판매량을 기반으로 한 인증 ^출하량을 기반으로 한 인증 |      |               |